# Lepelmaker (diamant)
De 86 karaat zware "lepelmaker", in het Turks "Kaşıkçı Elması" is een uit India stammende gele, peervormig geslepen diamant. De diamant ontleent zijn naam aan de door de Ottomaanse historicus Rasid verhaalde legende dat hij door een arme man op een vuilnishoop in de wijk Egrikapi in Constantinopel gevonden zou zijn. De onbekend gebleven pauper zou de steen voor drie houten lepels aan een lepelmaker hebben verkocht. De lepelmaker verkocht de steen, een van de grootste en fraaiste diamanten ter wereld, aan een juwelier voor tien zilverstukken.
De juwelier liet de steen aan een collega zien en deze dreigde dat hij, wanneer hij niet in de winst mocht delen, de pauper zou vertellen hoezeer hij was afgezet. Een derde juwelier suste de ruzie en gaf beide collegae een beurs vol zilveren munten.
De steen werd door Grootvizier Kopruluzade Ahmed Pasha, die van de steen en de ruzie hoorde, in beslag genomen en aan sultan Mehmed IV gegeven. Het is niet bekend hoe de vorst de juwelier schadeloos heeft gesteld. De steen bevond zich sindsdien in het Topkapıpaleis. De sultans hebben de in een ring van 49 kleinere stenen gezette diamant waarschijnlijk als aigrette op hun tulband gedragen. Sinds de troonsafstand van de laatste sultan wordt de lepelmakerdiamant in het Topkapimuseum tentoongesteld.
Letizia Ramolino, alias Madame Mère, de moeder van Napoleon I, kocht de steen en verkocht hem in 1815. Een Ottomaans edelman verwierf de steen voor 150.000 goudstukken en pas nadat deze Tepedelenli Ali Pasha in opdracht van Sultan Mahmut II ter dood was gebracht kwam de steen in de collectie van de Turkse vorst.